# チンタ・セネーゼ豚

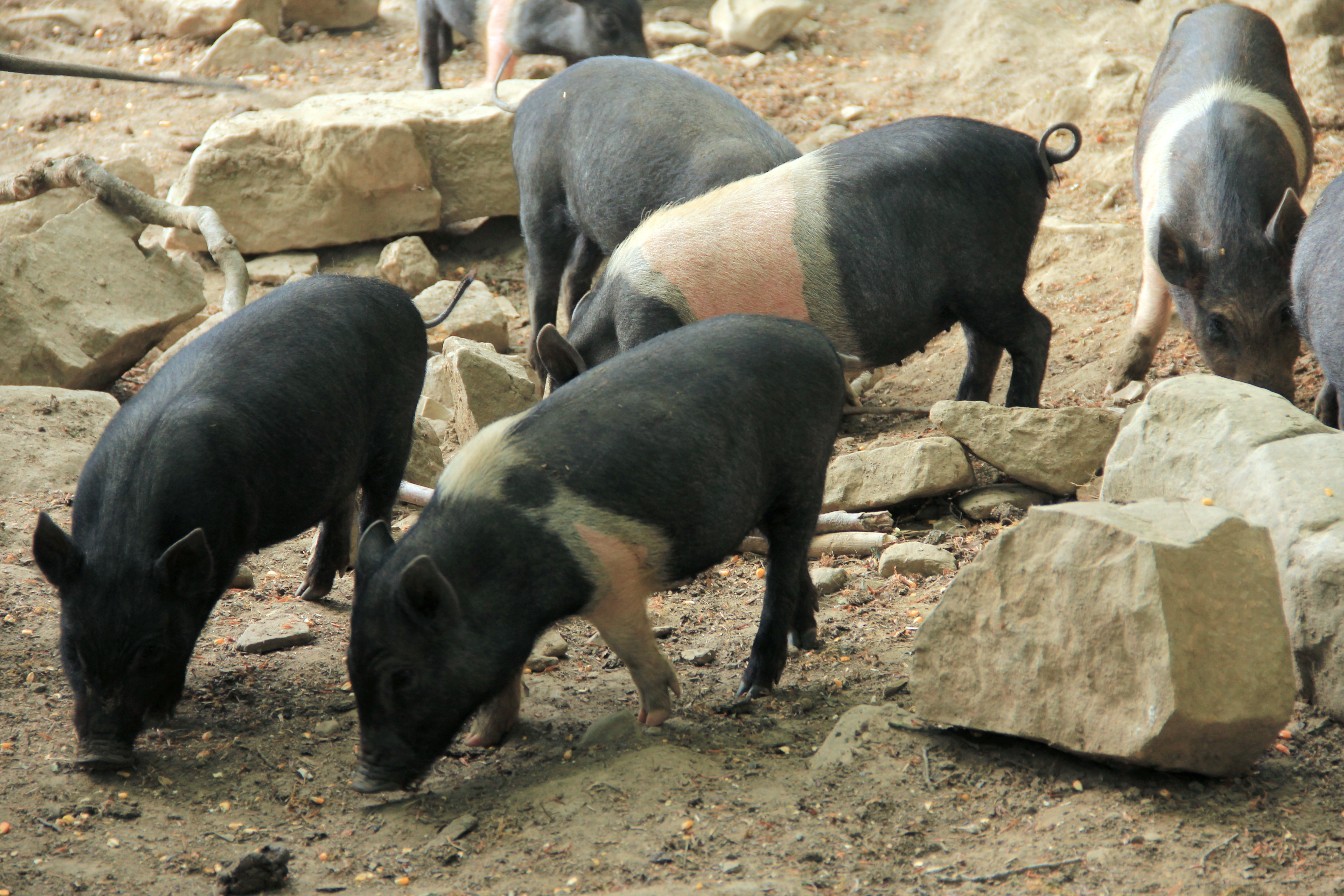
チンタ・セネーゼ豚

チンタ・セネーゼ豚（チンタ・セネーゼぶた、イタリア語: cinta senese）は、イタリアトスカーナ州シエーナ地方で食用に飼育される古代品種の豚である。

## 概要
幻の黒豚とも呼ばれ、黒色の身体に前足から背中にかけて白い帯が特徴である。希少性と味わいから高級ブランドとしても知られる。
紀元前からイタリア半島では家畜として飼われており、ルネッサンス期をはじめ、多くの伊太利絵画に描かれている。しかしながら、1950年代にイギリスやデンマークから多産で成長の早い豚の品種が入ってきたことで、イタリアの畜産農家はチンタ・セネーゼ豚を取り扱わなくなった。イギリスやデンマークからの外来種豚は雌1頭当たり15頭から16頭の子豚を出産するが、チンタ・セネーゼ豚は6頭から8頭と少産である。また、外来種が狭い豚舎で飼育できるのに対し、チンタ・セネーゼ豚の飼育には広大な山林が必要となってくる上、外来種豚の成長速度はチンタ・セネーゼ豚の成長速度の2倍ほどになる。
1960年代にフィレンツェ大学やトスカーナ州などがチンタ・セネーゼの保護に乗り出すが、原種は雄2頭にまで減っていた。血が濃いと見られる豚も100頭程度であり、まさにチンタ・セネーゼ豚は絶滅の危機にあった。これはチンタ・セネーゼ豚に限った話ではなく、1950年代にはイタリア固有の豚は21種あったとされるが、交配が進んだため、2016年時点ではチンタ・セネーゼ豚を含む6種が残るのみである。
保護施策は成功し、1990年代になると生産農家から販売できるほどに回復し、2000年代になって安定供給できるようになった。2015年にはイタリアの原産地名称保護制度であるデノミナツィオーネ・ディ・オリージネ・プロテッタ(DOP)を取得している。
2016年時点で、チンタ・セネーゼ生産保護協同組合に加盟している畜産農家は83戸。全体で8000頭のチンタ・セネーゼ豚が飼育されている。
生産量は2016年時点のチンタ・セネーゼ生産保護協同組合全体で年間3500頭から4000頭であり、自然保護の観点から生産量を増やすことは重視されていない。そのため、希少性からチンタ・セネーゼ豚で作った生ハムは他の豚肉から作った生ハムの8倍もの値段になることもある。

## 飼育法
予防接種などはするが、野生豚のように育てている。
完全放牧で、山に自生するクリやドングリ、山桃などを食べさせている。冬季に雪が降る場合でも、仮設の豚舎は設けてあるものの、畜産農家がチンタ・セネーゼ豚を豚舎に誘導するようなことはせず、ほぼ自然の形で飼育する。また、チンタ・セネーゼ生産保護協同組合の定める条件として、1ヘクタールの山林当たり合計体重1500キログラムのチンタ・セネーゼ豚という条件があるため、総数制限を取らざるを得ない。